# John Neville
John Reginald Neville, CM⁠(d), OBE (n. 2 mai 1925, Londra, Anglia, Regatul Unit – d. 19 noiembrie 2011, Toronto, Ontario, Canada) a fost un actor englez de teatru și film. 

## Biografie
Neville s-a născut în Willesden⁠(d), Londra, fiul lui Mabel Lillian (născută Fry) și al lui Reginald Daniel Neville, șofer de camion. A fost educat la Willesden și Chiswick⁠(d) County Schools, iar după îndeplinirea serviciului militar în Marina Regală în timpul celui de-Al Doilea Război Mondial a studiat actoria în cadrul Academiei Regale de Artă Dramatică.

## Cariera

### Marea Britanie
Neville a fost vedetă a teatrului West End al anilor 1950, considerat drept „unul dintre cei mai importanți actori clasici ai generației lui Richard Burton și Peter O'Toole”. În calitate de membru al teatrului Old Vic din Londra, a interpretat numeroase roluri principale clasice, inclusiv Romeo în Romeo și Julieta de Shakespeare (rol pe care l-a reluat în serialul de antologie Producers' Showcase⁠(d)) și Richard în Richard al II-lea. De asemenea, a apărut în Othello și în piesa muzicală Lolita, My Love⁠(d). A apărut adesea pe scena teatrului Bristol Old Vic⁠(d).
Cunoscut pentru simetria facială și vocea dulce, Neville a fost descris în mod regulat drept succesorul actorului John Gielgud. A interpretat rolul personajului Nestor Le Fripé în producția originală West End a piesei de teatru muzical Irma La Douce⁠(d). A revenit pe scena londoneză pentru o scurtă perioadă în 1963, având rolul principal în piesa Alfie⁠(d) a dramaturgului Bill Naughton⁠(d).
În 1961, după ce salariul său săptămânal a scăzut de la 200 la 50 de lire sterline, s-a alăturat teatrului Nottingham Playhouse⁠(d) și a devenit director artistic împreună cu Frank Dunlop⁠(d) și Peter Ustinov. A devenit unul dintre principalele teatre de repertoriu din Marea Britanie. A demisionat în 1967 din cauza unor dispute financiare cu autoritățile locale și Arts Council of Great Britain⁠(d).
L-a interpretat pe Ducele de Marlborough în serialul BBC2 The First Churchills⁠(d) (1969). A fost primul spectacol difuzat ca parte a serialului de antologie american Masterpiece Classic⁠(d) în 1971.

### Canada
A părăsit Marea Britanie împreună cu familia în 1972 și s-a mutat în Canada. A preluat postul de director artistic la Teatrului Citadel⁠(d) din Edmonton, Alberta (1973–78), iar mai târziu a ocupat poziții similare la Teatrul Neptune⁠(d) din Halifax, Nova Scotia (1978–83) și în cadrul altor companii de teatru canadiene. A fost director artistic al Festivalului Stratford⁠(d) din 1985 până în 1989.
Regizorul Terry Gilliam l-a ales pentru rolul principal din lungmetrajul The Adventures of Baron Munchausen (1988). În film, Neville interpretează personajul în trei etape diferite ale vieții sale: la 30 de ani, 50 de ani și 70 de ani. Din 1995 până în 1998, Neville a avut un rol episodic important în serialul de televiziune The X-Files; a reluat rolul în filmul Dosarele X - Înfruntă viitorul. Deși a avut roluri de televiziune și ocazional de film, acesta a apărut cu precădere în piese de teatru.
În ultimii săi ani, Neville a avut roluri cameo în The Man Who Sued God⁠(d) și Al cincilea element, respectiv un rol minor în Păienjeniș de nebunie⁠(d) (2002). În același an, a apărut în filmul rus Crime and Punishment⁠(d).
În 2003, Neville a susținut o lectură teatrală a cărții Samson Agonistes⁠(d) de John Milton împreună cu Claire Bloom la Colegiul Bryn Mawr. A apărut într-un episod al telenovelei Train 48⁠(d) (2005)
A fost numit membru al Ordinului Canadei⁠(d) în 2006.

## Moartea
Conform publiciștilor de la Stratford Shakespeare Festival⁠(d), Neville a murit „înconjurat de familie” la 19 noiembrie 2011 la vârsta de 86 de ani. Acesta a suferit de boala Alzheimer în ultimii săi ani de viață.

## Filmografie parțială
- Oscar Wilde (1960) – Lordul Alfred Douglas
- Mr. Topaze (1961) – Roger de Bersac
- Billy Budd (1962) – Julian Radcliffe, sublocotenent
- Unearthly Stranger (1963) – Dr. Mark Davidson
- A Study in Terror (1965) – Sherlock Holmes
- Shaggy Dog (1968, TV Series) – Wilkie
- The Adventures of Gerard (1970) – Ducele de Wellington
- Boswell's Life of Johnson (1971, Film de televiziune) – David Garrick
- The Rivals of Sherlock Holmes (1973, Serial de televiziune) – Dr Thorndyke
- Reil (1979, Film de televiziune) – Generalul Wolseley
- The Adventures of Baron Munchausen (1988) – Hieronymus Karl Frederick Baron von Munchausen
- Journey to the Center of the Earth (1993, Film de televiziune) – Dr. Cecil Chambers
- Star Trek - The Next Generation (1993, Season six, Episode 26: "Descent") – Sir Isaac Newton
- Dieppe (1993, Film de televiziune) – Gen. Sir Alan Brooke
- Stark (1993, Serial de televiziune) – De Quincy
- Baby's Day Out (1994) – Mr. Andrews
- The Road to Wellville (1994) – Endymion Hart-Jones
- Little Women (1994) – Mr. Laurence
- Dangerous Minds (1995) – Waiter
- The Song Spinner (1995, TV Movie) – Frilo
- Sabotage (1996) - Prof. Follenfant
- Adventures of Smoke Bellew (1996, Serial de televiziune) – Dwight Sanderson
- Swann (1996) – Cruzzi
- High School High (1996) – Thaddeus Clark
- The Fifth Element (1997) – Generalul Staedert
- Regeneration (1997) – Dr. Yealland
- Time to Say Goodbye? (1997) – Michigan Judge
- Dinner at Fred's (1997) – Unchiul Henrick
- My Teacher Ate My Homework (1997) – Cizmar
- Johnny 2.0 (1997, Film de televiziune) – Bosch
- Goodbye Lover (1998) – Bradley
- The X-Files (1998) – The Well-Manicured Man
- Urban Legend (1998) – Dean Adams
- Emily of New Moon (1998–2000, Serial de televiziune) – Unchiul Malcolm
- Water Damage (1999) – Jock Beale
- Sunshine (1999) – Gustave Sors
- The Duke (1999) – Ducele
- Bonhoeffer: Agent of Grace (2000) – Bishop George Bell
- Custody of the Heart (2000, Film de televiziune) – Judge H. Chadwick
- Harvard Man (2001) – Dr. Reese
- The Stork Derby (2002, Film de televiziune) – Mr. Cunningham
- Trudeau (2002, Film de televiziune) – British High Commissioner
- Time of the Wolf (2002) – Preacher
- Spider (2002) – Terrence
- Crime and Punishment (2002) – Marmeladov, Sonia's alcoholic father
- Between Strangers (2002) – Orson Stewart
- Escape from the Newsroom (2002, Film de televiziune) – George's Father
- Control Factor (2003, Film de televiziune) – Directorul
- Moving Malcolm (2003) – Malcolm Woodward
- Hollywood North (2003) – Henry Neville
- The Statement (2003) – Bătrânul
- Rolie Polie Olie (2003) - Klanky Klaus (înlocuitor pentru Howard Gerome)
- White Knuckles (2004) – Narator (voce)
- Separate Lies (2005) – Lord Rawston
- The Tragic Story of Nling (2006) - Donkey